# Toxorhynchites purpureus
Toxorhynchites purpureus är en tvåvingeart som först beskrevs av Theobald 1901.  Toxorhynchites purpureus ingår i släktet Toxorhynchites och familjen stickmyggor. Inga underarter finns listade i Catalogue of Life.